# وقف مؤقت
وقف مؤقت أو الوقف المؤقت  تقييد الوقف بزمن أو مدة محددة من قبل الواقف، فإذا انقضت اعتبر الوقف منتهياً، وعاد الوقف إلى صاحبه،واختلف الفقهاء بانتهاء الوقف المؤقت إذا انتهت مدته الى صحَّ الوقف، وبطل شرط التوقيت، وجواز توقيت الوقف وبطلان الوقف المؤقت، أما إذا انتهى الوقف المؤقت بالرجوع فيه ففيه قولان، الأول لزوم الوقف، والثاني أن الوقف جائز غير لازم، أما إذا انتهى الوقف المؤقت بخراب الأعيان الموقوفة ففيه ثلاثة أقوال الأول أن الوقف لا ينتهي بخراب الأعيان الموقوفة مطلقًا، الثاني أن الوقف المتخرب ينتهي مطلقًا فيرجع إلى الواقف أو ورثته، الثالث انتهاء الوقف المتخرب في غير المسجد، وإذا انتهى الوقف المؤقت بانقراض الموقوف عليهم ففيه أربعة أنواع وهي، الأول أن يكون الموقوف عليهم جهة غير منقطعة وهو صحيح بالاتفاق، الثاني أن يكون الموقوف عليهم جهة منقطعة، والثالث: أن يكون الوقف منقطع الابتداء، الرابع: أن يكون الوقف صحيح الطرفين، منقطع الوسط.
التعريف الإفرادي:
الوقف: هو التحبيس أو التسبيل، وهو الذي يشترك فيه عدد من الأشخاص أو الجهات في حبس مال، أو أموال يمتلكونها على جهة واحدة، أو متعددة بشروط معينة، وإدارة معينة في عقد واحد، أو عقود متعددة متلاحقة.
المؤقت: كلمة مؤقَّت اسم المفعول من أَقَّتَ، ومعناه ما تكون ممارسته مسندة إلى ترخيص عابر، والمؤقت هو الزائل الذي لا يدوم، أو المرتبط بوقت محدَّد.
التعريف المركب:
الوقف المؤقت: هو تقييد الوقف بزمن أو مدة محددة من قبل الواقف، فإذا انقضت اعتبر الوقف منتهياً، وعاد الوقف إلى صاحبه.

## انتهاء الوقف المؤقت بانتهاء مدته
اختلف الفقهاء في توقيت الوقف بمدة معينة؛ كأن يقول الواقف وقفت داري هذه على طلبة العلم الشرعي لمدة سنة، أو وقفت داري هذه على فلان وأولاده لمدة عشر سنين، فإذا نشأ الوقف مؤقتًا، فهل ينتهي بانقضاء الوقت المحدد، وترجع العين الموقوفة إلى الواقف أو ورثته، أو أنه يتأبد الوقف إلى ثلاثة أقوال:
- القول الأول: أن الوقف إذا اشترط فيه التوقيت، صحَّ الوقف مؤبدًا، وبطل شرط التوقيت، وإليه ذهب الشافعية في المشهور عندهم، والظاهرية، والزيدية، وأبو يوسف.[5][8][9][10][11]
- القول الثاني: جواز توقيت الوقف، فللواقف أن يرجع الموقوف ملكًا إليه أو لغيره عند انتهاء وقتها، وإليه ذهب أبو يوسف في رواية، والمالكية، وابن سريج من الشافعية، والحنابلة في وجه ذكره أبو الخطاب، والإباضية في وقف غير المسجد، والإمامية في قول غير قوي.[8][9][10][12][13][29][32]
- القول الثالث: بطلان الوقف المؤقت، وإليه ذهب الحنفية في المعتمد عندهم"، والإمامية في القول الأقوى عندهم[5][8][12].

## انتهاء الوقف المؤقت بالرجوع فيه
اختلف الفقهاء في لزوم الوقف على قولين:
- القول الأول: لزوم الوقف، وعدم جواز رجوع الواقف عن الوقف، وإليه ذهب جمهور الفقهاء من المالكية مع جواز اشتراط الخيار، والشافعية، والحنابلة، والظاهرية، والزيدية، والصاحبين من الحنفية وهو المفتى به عندهم، والإمامية.[5][11][14][15][16][17][30][33]
- القول الثاني: أن الوقف جائز غير لازم، وللواقف الرجوع فيه حال حياته مع الكراهة، وإليه ذهب الإمام أبو حنيفة، وزفر، والإباضية وحكاه بعضهم عن علي وابن مسعود وابن عباس رضي الله عنهم.[8][16][19][20][21][23][24]

## انتهاء الوقف المؤقت بخراب الأعيان الموقوفة
إذا خربت أعيان الوقف كلها أو بعضها، وأصبحت لا ريع لها، ولم يمكن تعميرها، ولا الاستبدال بها، ولا الانتفاع بها بطريق يفيد الموقوف عليهم من غير إضرار بهم؛ فهل ينتهي الوقف في هذا المتخرب؟ اختلف الفقهاء في ذلك على ثلاثة أقوال:
- القول الأول: أن الوقف لا ينتهي بخراب الأعيان الموقوفة مطلقًا، سواءً أكان مسجداً أم غيره، فلا ينتقل الملك إلى الواقف أو وارثه، وإليه ذهب جمهور الفقهاء من الحنفية (أبي حنيفة وأبي يوسف)، والمالكية، والشافعية في الصحيح، والحنابلة، والظاهرية، والإمامية.[5][8][14][24]
- القول الثاني: أن الوقف المتخرب الذي تعطلت منافعه، وليس له من الغلة ما يعمر به، ينتهي مطلقًا؛ سواء ًكان مسجدًا أم غيره، فيرجع إلى الواقف أو ورثته، وإليه ذهب الإباضية، ومحمد بن الحسن من الحنفية[8][19][34].
- القول الثالث: ذهب الشافعية في الأصح عندهم، والزيدية إلى انتهاء الوقف المتخرب في غير المسجد، أما الزيدية، فيقولون بأن ما بطل نفعه في المقصود بيع لإعاضته، كثوب خلق (بلي) أو شجر يبس، لا كمسجد انهدم، لبقاء العرصة (الساحة) وفي غيره إضاعة مال، وقد نهي عنه.[25][26][33]

## انتهاء الوقف المؤقت بقلة غلته
إذا كان الوقف عامرًا غير خرب، ولكن صارت غلته قليلة، لا سيما في الوقف الأهلي، حيث تصير حصة كل شخص من أفراد الموقوف عليهم ضئيلة وتافهة لا يؤبه بها، ولا يمكن الاستبدال به، ولم يكن الموقوف عليه مسجدًا، فهل ينتهي الوقف بذلك، وكيف ينتهي؟
ذكره الحنابلة؛ فقال ابن قدامة الحنبلي "إن لم تتعطل مصلحة الوقف بالكلية، لكن قلّت، وكان غيره أنفع منه وأكثر ردًا على أهل الوقف؛ لم يجز بيعه، لأن الأصل تحريم البيع، وإنما أبيح للضرورة صيانة لمقصود الوقف من الضياع، مع إمكان تحصيله ومع الانتفاع وإن قلَّ ما يضيع المقصود، إلا أن يبلغ في قلة النفع إلى حدٍّ لا يعد نفعًا، فيكون وجود ذلك كالعدم".
وهذا الكلام غاية ما يدل عليه أن التصرف بهذا الوقف بالبيع الذي يعود بالنفع على جهة مماثلة أو مناظرة للوقف أو في وجوه الخير؛ ولأن "ما قارب الشيء يعطى حكمه"، ولعدم تحقيق المقصود من الوقف، وربما تكون المصاريف أو النفقات أكثر من الغلة الناتجة، ومنها نفقات التحصيل، وإذا انتهى الوقف بذلك فيمكن أن تصرف الغلة إلى جهة مماثلة؛ كالمسجد، والثغر، والقنطرة، والبئر، أو لمصلحة إسلامية، أو لأقرب الناس إلى الوقف.

## انتهاء الوقف المؤقت بانقراض الموقوف عليهم
تحدث الفقهاء من مسألة انقراض الموقوف عليهم، وهل ينتهي الوقف بانقراضهم؟، الأمر في هذه المسألة لا يخلو من أربعة أنواع وهي:
- النوع الأول: أن يكون الموقوف عليهم جهة غير منقطعة: كالوقف على الفقراء والمساكين والمساجد، أو على طائفة لا يجوز بحكم العادة انقراضهم؛ كحفظة القرآن الكريم، ومصالح الحرم، وهو صحيح بالات.[9][10][10][29]
- النوع الثاني: أن يكون الموقوف عليهم جهة منقطعة: كالوقف على قوم يجوز انقراضهم بحكم العادة، ولم يجعل آخره للمساكين؛ فقد اختلف الفقهاء في ذلك على قولين.[5]
  1. القول الأول: أن الوقف في هذا النوع صحيح، وإليه ذهب جمهور الفقهاء من المالكية، والحنابلة، والزيدية، والإباضية، والإمامية، وأبي يوسف من الحنفية، والشافعي في قول ثانٍ.
  2. القول الثاني: لا يصح الوقف في هذا النوع؛ لأن الوقف مقتضاه التأبيد، فإذا كان منقطعًا صار وقفًا على مجهول، فلم يصح، وإليه ذهب محمد بن الحسن من الحنفية وهو المفتي به عندهم، والشافعي في أحد قوليه.
- النوع الثالث: أن يكون الوقف منقطع الابتداء: كالوقف على من لا يجوز الوقف عليه، كالوقف على نفسه، أو على كنيسة، أو على مجهول غير معين، فإن لم يذكر له مالًا يجوز الوقف عليه ففيه قولان:
  1. القول الأول: يكون الوقف باطلًا، وهو قول الجمهور.[9]
  2. القول الثاني: أن الوقف على النفس صحيح، وإليه ذهب الظاهرية، وأبو يوسف من الحنفية.[8][18]
- النوع الرابع: أن يكون الوقف صحيح الطرفين، منقطع الوسط: مثل أن يقف على ولده، ثم على مجهول غير معين، ثم على المساكين، خرج في صحة الوقف وجهان، كمنقطع الانتهاء؛ لأن الوقف للتأبيد، ثم ينظر فيما لا يجوز الوقف عليه، فإن لم يمكن اعتبار انقراضه ألغيناه إذا قلنا بالصحة، وإن أمكن اعتبار انقراضه فهل يعتبر أو يلغى؟ على وجهين، كما سبق.[9][10][24][26][27][28][29][30][33][37]

## وصلات خارجية
- حقيقة الوقف المؤقت وحكمه ومصالحه
- الوقف المؤقت: بحث فقهي مقارن
- الوقف المؤقت حكمه ونطاقة وأسباب حله
- مدى مشروعية الوقف المؤقت دراسة فقهية تأصيلية تطبيقية على ضوء النوازل المعاصرة